# Avril Lavigne-diszkográfia
Avril Lavigne kanadai énekesnő diszkográfiája.

## Albumok
| Év   | Adatok                                                                | Eladás világszerte |
| 2002 | Let Go - 1. stúdióalbum - Megjelent: 2002. június 4.                  | 16 000 000         |
| 2004 | Under My Skin - 2. stúdióalbum - Megjelent: 2004. május 25.           | 10 000 000         |
| 2007 | The Best Damn Thing - 3. stúdióalbum - Megjelent: 2007. április 17.   | 6 000 000          |
| 2011 | Goodbye Lullaby - 4. stúdióalbum - Megjelent: 2011. március 8.        | -                  |
| 2013 | Avril Lavigne (album) - 5. stúdióalbum - Megjelent: 2013. november 1. | -                  |
| 2019 | Head Above Water - 6. stúdióalbum - Megjelent: 2019. február 15.      | -                  |
| 2022 | Love Sux - 7. stúdióalbum - Megjelent: 2022. február 25.              | -                  |
| 2024 | Greatest Hits                                                         |                    |

### Minősítések
| Ország         | Minősítés  | Minősítés     | Minősítés           | Minősítés       | Megjegyzés                                              |
| Ország         | Let Go     | Under My Skin | The Best Damn Thing | Goodbye Lullaby | Megjegyzés                                              |
| -------------- | ---------- | ------------- | ------------------- | --------------- | ------------------------------------------------------- |
| Ausztrália     | 7× Platina | Platina       | 2× Platina          |                 | Platina = 70 000 / Arany = 35,000                       |
| Kanada         | Gyémánt    | 5× Platina    | 2× Platina          |                 | Gyémánt = 1 millió / Platina = 100 000                  |
| Európa         | 2× Platina | Platina       | Platina             |                 | Platina = 1 millió                                      |
| Franciaország  |            | Arany         | Arany               |                 | Platina = 300 000 / Arany = 100 000                     |
| Németország    |            | Arany         | Platina             |                 | Platina = 200 000 / Arany = 100 000                     |
| Svájc          |            | Platina       | Platina             |                 | Platina = 20 000 / Arany = 20 000                       |
| Nagy-Britannia | 5× Platina | Platina       | Platina             |                 | Platina = 300 000 / Arany = 100 000                     |
| USA            | 6× Platina | 3× Platina    | Platina             |                 | Platina = 1 millió / Arany = 500 000                    |
| Japán          | Millió     | Millió        | Millió              | Millió          | Millió = 1 millió / Platina = 250 000 / Arany = 100 000 |

## Kislemezek
| Év   | Kislemez                                   | Album               |
| ---- | ------------------------------------------ | ------------------- |
| 2002 | Complicated                                | Let Go              |
| 2002 | Sk8er Boi                                  | Let Go              |
| 2002 | I’m with You                               | Let Go              |
| 2003 | Losing Grip                                | Let Go              |
| 2003 | Mobile                                     | Let Go              |
| 2004 | Don’t Tell Me                              | Under My Skin       |
| 2004 | My Happy Ending                            | Under My Skin       |
| 2004 | Nobody’s Home                              | Under My Skin       |
| 2005 | Nobody’s Fool                              | Let Go              |
| 2005 | He Wasn’t                                  | Under My Skin       |
| 2005 | Fall to Pieces                             | Under My Skin       |
| 2006 | Keep Holding On                            | Eragon              |
| 2007 | Girlfriend                                 | The Best Damn Thing |
| 2007 | When You’re Gone                           | The Best Damn Thing |
| 2007 | Hot                                        | The Best Damn Thing |
| 2008 | The Best Damn Thing                        | The Best Damn Thing |
| 2010 | Alice                                      | Almost Alice        |
| 2011 | What the Hell                              | Goodbye Lullaby     |
| 2011 | Smile                                      | Goodbye Lullaby     |
| 2011 | Wish You Were Here                         | Goodbye Lullaby     |
| 2013 | Here's to Never Growing Up                 | Avril Lavigne       |
| 2013 | Rock n Roll                                | Avril Lavigne       |
| 2013 | Let Me Go (feat. Chad Kroeger)             | Avril Lavigne       |
| 2014 | Hello Kitty                                | Avril Lavigne       |
| 2015 | Give You What You Like                     | Avril Lavigne       |
| 2018 | Head Above Water                           | Head Above Water    |
| 2018 | Tell Me It's Over                          | Head Above Water    |
| 2019 | Dumb Blonde (feat. Nicki Minaj)            | Head Above Water    |
| 2019 | I Fell in Love with the Devil              | Head Above Water    |
| 2021 | Bite Me                                    | Love Sux            |
| 2022 | Love It When You Hate Me (feat. Blackbear) | Love Sux            |

## DVD-k
1. My World (2003)
2. My Favorite Videos (So Far) (2005)
3. Live at Budokan: Bonez Tour (2005)
4. Live in Seoul (2008)
5. The Best Damn Tour - Live in Toronto (2008)

## Videóklipek
Ezen a listán azok a hivatalos videóklipek szerepelnek amelyek Avril megjelent maxijaiból készültek.
| Év   | Videóklip címe                                        | Egyéb előadó(k)            | Rendező(k)             |
| ---- | ----------------------------------------------------- | -------------------------- | ---------------------- |
| 2002 | "Complicated"                                         | Nincs                      | The Malloys            |
| 2002 | "Sk8er Boi"                                           | Nincs                      | Francis Lawrence       |
| 2002 | "I'm with You"                                        | Nincs                      | David LaChapelle       |
| 2003 | "Losing Grip"                                         | Nincs                      | Liz Friedlander        |
| 2003 | Mobile                                                | Nincs                      | Ismeretlen             |
| 2003 | "Knockin' on Heaven's Door"                           | Nincs                      | Marc Lostracco         |
| 2004 | "Don’t Tell Me"                                       | Nincs                      | Liz Friedlander        |
| 2004 | "My Happy Ending"                                     | Nincs                      | Meiert Avis            |
| 2004 | "Nobody's Home"                                       | Nincs                      | Diane Martel           |
| 2004 | ''SpongeBob SquarePants Theme''                       | Nincs                      | Ismeretlen             |
| 2005 | "He Wasn't"                                           | Nincs                      | The Malloys            |
| 2007 | "Girlfriend"                                          | Nincs                      | The Malloys            |
| 2007 | "When You're Gone"                                    | Nincs                      | Marc Klasfeld          |
| 2007 | "Girlfriend (Dr. Luke remix)" (featuring "Lil' Mama") | Lil Mama                   | Malcolm Jones          |
| 2007 | "Hot"                                                 | Nincs                      | Matthew Rolston        |
| 2008 | "The Best Damn Thing"                                 | Nincs                      | Wayne Isham            |
| 2010 | "Alice"                                               | Nincs                      | Dave Meyers            |
| 2011 | "What the Hell"                                       | Nincs                      | Shane Drake            |
| 2011 | "Smile"                                               | Nincs                      | Shane Drake            |
| 2011 | "Wish You Were Here"                                  | Nincs                      | Dave Meyers            |
| 2012 | "Goodbye"                                             | Nincs                      | Mark Liddell           |
| 2013 | "Here's to Never Growing Up                           | Nincs                      | Robert Hales           |
| 2013 | "Rock n Roll"                                         | Nincs                      | Chris Marrs Piliero    |
| 2013 | "Let Me Go"                                           | Chad Kroeger               | Christopher Sims       |
| 2014 | "Hello Kitty"                                         | Nincs                      | Hisashi Kikuchi        |
| 2015 | "Give You What You Like"                              | Nincs                      | Ismeretlen             |
| 2015 | "Fly"                                                 | Nincs                      | Lavigne és Robb Dipple |
| 2018 | "Head Above Water"                                    | Nincs                      | Elliott Lester         |
| 2018 | "Tell Me It's Over"                                   | Nincs                      | Erica Silverman        |
| 2019 | "I Fell in Love With the Devil"                       | Nincs                      | Elliott Lester         |
| 2020 | "We Are Warriors"                                     | Nincs                      | Ismeretlen             |
| 2021 | Grow                                                  | Willow Smith Travis Barker | Dana Trippe            |
| 2021 | Bite Me                                               | Nincs                      | Hannah Lux Davis       |
| 2021 | Bite Me (Akusztikus)                                  | Nincs                      | Mod Sun                |